# Zingiber monglaense
Zingiber monglaense là một loài thực vật có hoa trong họ Gừng. Loài này được Chen Sen Jen (陈升振, Trần Thăng Chấn) và Chen Zhong Yi (陈忠毅, Trần Trung Nghị) miêu tả khoa học đầu tiên năm 1988.
Tên gọi thông thường trong tiếng Trung 斑蝉姜 (ban thiền khương), nghĩa đen là gừng ve sầu cánh đốm, do cánh môi màu màu nâu đen ánh tía với các đốm vàng trông tương tự như màu cánh của loài ve sầu Gaeana maculata phổ biến ở miền nam Trung Quốc, với tên gọi tại đây là ban thiền (斑蝉).

## Mẫu định danh
Mẫu định danh: Chen S.J. & Chen Z.Y. 58093; thu thập ngày 20 tháng 6 năm 1985 ở cao độ 800 m, tọa độ 21°43′3″B 101°24′35″Đ / 21,7175°B 101,40972°Đ tại huyện Mãnh Lạp, châu tự trị Tây Song Bản Nạp, tỉnh Vân Nam, Trung Quốc. Holotype lưu giữ tại Viện Thực vật Hoa Nam (SCBI), từ năm 2003 là Vườn Thực vật Hoa Nam ở Quảng Châu, Quảng Đông (IBSC).

## Từ nguyên
Tính từ định danh monglaense lấy theo tên huyện Mãnh Lạp (勐腊, Latinh hóa: Mengla, Mongla, Meungla), nơi thu thập mẫu định danh.

## Phân bố
Loài bản địa tây nam Trung Quốc và miền bắc Thái Lan, được tìm thấy tại Tây Song Bản Nạp và Chiang Mai. Môi trường sống là rừng, ở cao độ 500-1.300 m.

## Mô tả
Cây thảo lâu năm, cao 1,6–2 m. Thân giả vững chắc, đường kính 2-2,5 cm. Lá 10-26; bẹ lá màu xanh lục; lưỡi bẹ 2 thùy, dài 4,5–8 cm, dạng màng, các thùy 0,7–2 cm hoặc chạm tới giữa lưỡi bẹ; cuống lá 0–2 cm; phiến lá hình elip hoặc thuôn dài-hình elip, 30-70 × 6–15 cm. Cụm hoa mọc từ thân rễ, ~1/2 chìm trong lòng đất, hình cầu hoặc elipxoit, đường kính 3,5-4,3 cm; lá bắc màu đỏ, với màu đỏ ánh trắng ở đáy và mép, hình trứng ngược, 3-4 × 1,3-1,5 cm, mặt xa trục có lông, đỉnh có lông măng, đỡ 1 hoa; lá bắc con màu trắng hoặc đỏ, hình ống, 2,7-3 × ~1,3 cm, mặt gần trục nhẵn nhụi, mặt xa trục có lông tơ. Đài hoa màu trắng, 1,5–2 cm, chẻ một bên dạng mo chẻ, có lông tơ, đỉnh 3 răng. Ống tràng hoa màu trắng, dài ~2,7 cm, có lông tơ; các thùy màu hung đỏ; thùy tràng lưng 2,5-2,7 × 0,9 cm; các thùy tràng bên ~2,4 × 0,5 cm. Cánh môi hình lưỡi thuôn dài, bên trong có lông tơ, lưng nhẵn nhụi, đáy màu vàng, giữa màu nâu đen ánh tía nhạt, đỉnh màu nâu đen ánh tía với dày đặc các đốm màu vàng nhạt; thùy giữa thẳng-thuôn dài, 1,7-2,4 × 0,7-0,8 cm, đỉnh nguyên hoặc có khía răng cưa; các thùy bên (nhị lép bên hợp sinh ở đáy cùng thùy giữa cánh môi) dài ~1,4 cm, đáy màu vàng, những phần khác có đốm tía và đốm vàng nhạt. Bao phấn không cuống, màu da cam, 1,3-1,5 cm; chỉ nhị ngắn hoặc teo đi; phần phụ liên kết màu xanh lam đen nhạt, hình mỏ, dài 1,1-1,4 cm. Bầu nhụy và đầu nhụy màu trắng, dài 5 mm. Tuyến trên bầu 2, màu trắng, dài 3 mm. Ra hoa tháng 6-7. 2n = 22.
Có quan hệ gần với Z. nudicarpum, nhưng khác ở chỗ cành hoa bông thóc hình cầu hoặc elipxoit ngắn hơn (so với cụm hoa hình thoi dài 7–14 cm ở Z. nudicarpum), lá khoảng 2-3 lần dài hơn, các gân bên rõ nét.